# Chassalia vanderystii
Chassalia vanderystii är en måreväxtart som först beskrevs av De Wild., och fick sitt nu gällande namn av Bernard Verdcourt. Chassalia vanderystii ingår i släktet Chassalia och familjen måreväxter.
Artens utbredningsområde är Kongo-Kinshasa. Inga underarter finns listade i Catalogue of Life.